# Edil Pacheco
Edimilson de Jesus Pacheco, mais conhecido como Edil Pacheco (Maragogipe, 1 de junho de 1945) é um cantor, compositor e instrumentista brasileiro.
Edil começou na música aos dezoito anos de idade na capital baiana, que fervilhava com a produção de música popular com artistas como Tião Motorista, Ederaldo Gentil, Moraes Moreira, Cid Seixas ou Batatinha, vindo a apresentar-se com este último pela primeira vez em 1965.  Após ter composições gravadas pela cantora Eliana Pittman e por Jair Rodrigues, mudou-se para o Rio de Janeiro onde participou da produção musical de peça baseada na obra "Quincas Berro d'Água", ao lado de Dorival Caymmi e outros. Ali teve nos anos seguintes composições suas gravadas por artistas como Maria Bethânia, Wilson Simonal, Alcione, Clara Nunes e outros.
De volta a Salvador, tornou-se uma das atrações do trio elétrico, como no carnaval de 2014, em que comandou um desses veículos animados levando o samba para o chamado "Circuito Osmar".
Interpretações como a de Clara Nunes na sua composição "Ijexá" fizeram com que a cantora se enquadrasse na definição de Stravinski que difere o simples cantor do cantor-intérprete.